# Centzon Totochtin

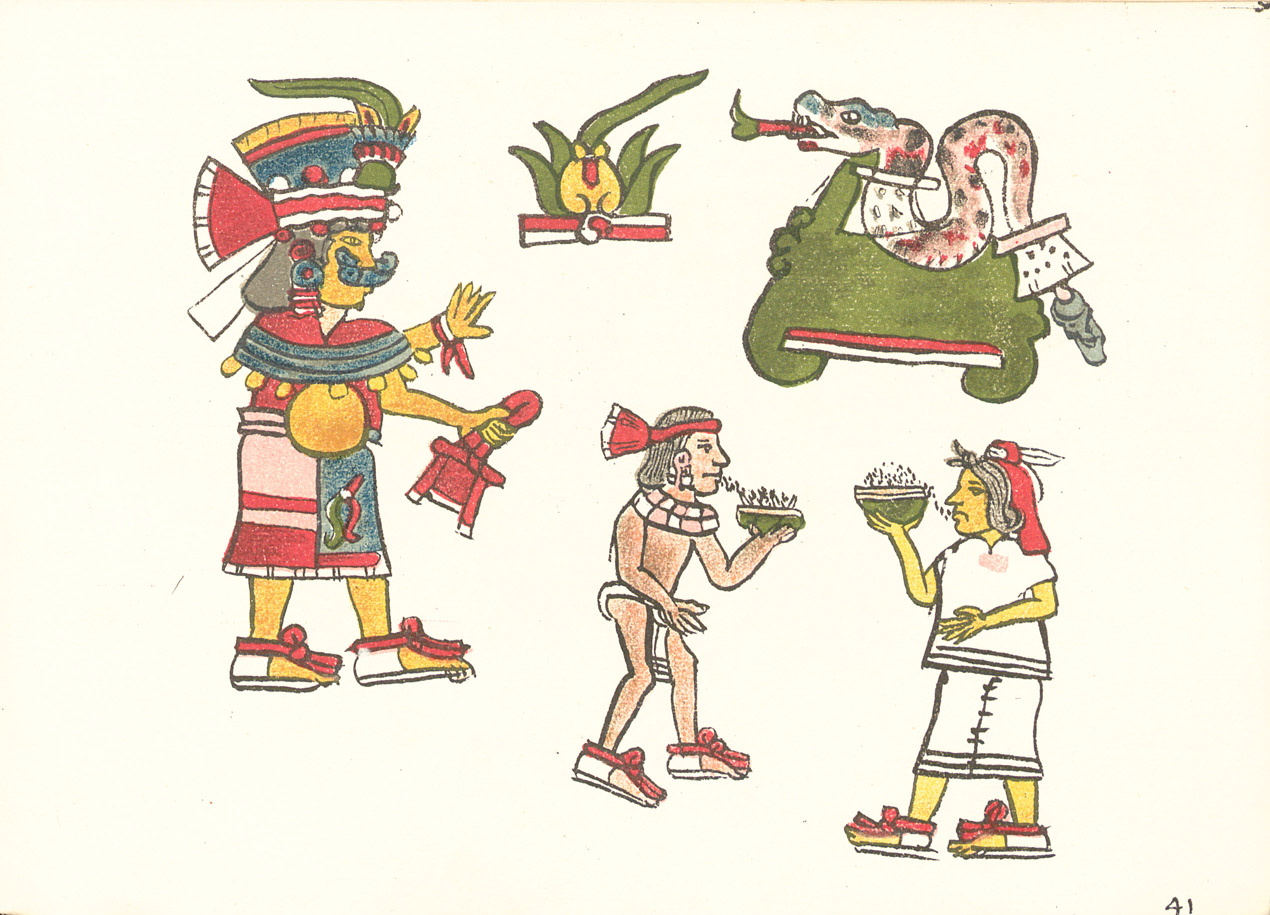
Centzon Totochtin – rysynek z Kodeksu Magliabecchiano

Centzon Totochtin (nah. czterysta królików) – grupa pomniejszych bogów azteckich lub istot księżycowych kojarzonych z rośliną pulque, uosabiających pijaństwo i poszczególne stopnie upojenia alkoholowego. Uważano ich za dzieci bogini Mayahuel i Patecatla oraz kojarzono (lub uosabiano) z oszałamiającym napojem pulque (Octli) wyrabianym z agawy.
„Czterysta królików” odpowiadało ilości nastrojów, jakie może wywołać pijaństwo. Indiańskie przysłowie mówi, że każdy ma swojego królika. Królik odpowiada za to, czy pijany staje się smutny, wesoły, lubieżny, gadatliwy, agresywny, bezwstydny itp. Owych czterysta królików wymagało każdorazowo po upiciu się złożenia im ofiar i pokuty. Inna wersja tego mitu mówi, że Aztekowie z drzewa maguey sporządzają wino, które piją i którym się upijają, choć upijanie nie jest z powodu wina, lecz z powodu korzeni zwanych ucpactl, które do niego dodają. Bogowie ci zostali przedstawieni w kodeksie Magliabechiano.
Do tej grupy bogów należeli również Ometochtli, Tlamatzincatl i Izquitecatl, Bóg pijaków i płodności Tepoztecatl (Tezcatzontecatl) czczony głównie w mieście Tepozteco oraz Totoltecatl, Papaztac, Tlacultetl, Tezcatzoncatl Ome Tochtli, Ome Tochtli Yiauhqueme, Ome Tochtli Tomiauh, Acalua Ome Tochtli, Tlilhua Ome Tochtli, Ome Tochtli Nappatecuhtli.